# Campeonato Tocantinense de Futebol Feminino
O Campeonato Tocantinense Feminino é a principal competição futebolística da modalidade feminina do estado do Tocantins organizado pela Federação Tocantinense de Futebol (FTF).
Ela começou a ser disputada em 1993 e teve o Gurupi como primeiro campeão. O Paraíso é o clube com maior número de conquistas, com sete títulos.

## Campeões

### Títulos por clube
| Clube                       | Título | Vice |
| --------------------------- | ------ | ---- |
| Paraíso                     | 7      | 7    |
| Estrela Real                | 3      | 1    |
| Atenas                      | 2      | —    |
| Porto Nacional              | 2      | —    |
| São Valério                 | 2      | —    |
| Gurupi                      | 1      | 4    |
| 100 Limites                 | 1      | 2    |
| Vila Nova                   | 1      | 2    |
| Palmas                      | 1      | —    |
| Polivalente                 | 1      | —    |
| Tecnorte                    | 1      | —    |
| Vila São José               | 1      | —    |
| Aeroporto                   | —      | 1    |
| Almas                       | —      | 1    |
| Araguaína                   | —      | 1    |
| Grêmio Tocantins/Union Life | —      | 1    |
| Palmense                    | —      | 1    |
| Taquaralto                  | —      | 1    |

### Títulos por cidade
| Cidade               | Título | Vice |
| -------------------- | ------ | ---- |
| Palmas               | 9      | 7    |
| Paraíso do Tocantins | 7      | 7    |
| Gurupi               | 2      | 4    |
| Porto Nacional       | 2      | —    |
| São Valério          | 2      | —    |
| Araguaína            | 1      | 3    |
| Almas                | —      | 1    |